# Ti bacio ancora mentre dormi
Ti bacio ancora mentre dormi è un singolo del gruppo musicale italiano Sottotono, pubblicato il 10 settembre 2021 come terzo estratto dal quinto album in studio Originali.

## Descrizione
Il brano è una canzone d’amore nei confronti dei propri figli. Tormento ha commentato:
Il suono attinge dal soul più elegante e dal synth-pop più sofisticato, in un equilibrio calibrato.

## Tracce
Testi di Alex Andrea Vella e Davide Simonetta, musiche di Alex Andrea Vella, Davide Simonetta, Massimiliano Dagani e Mario Marco Gianclaudio Fracchiolla.
1. Ti bacio ancora mentre dormi – 3:13